# Крестьянское (фермерское) хозяйство
Крестьянское (фермерское) хозяйство (КФХ) — вид предпринимательской деятельности, напрямую связанный с сельским хозяйством. Может существовать в двух формах: в качестве образования, не обладающего статусом юридического лица, и в качестве юридического лица.
Крестьянское (фермерское) хозяйство — объединение граждан, которые совместно владеют имуществом и осуществляют производственную или другую хозяйственную деятельность. После государственной регистрации крестьянско-фермерского хозяйства, его Глава является индивидуальным предпринимателем — фермером. Имущество фермерского хозяйства принадлежит его членам на праве совместной собственности, однако при образовании юридического лица имущество крестьянского (фермерского) хозяйства принадлежит ему на праве собственности (п. 2 ст. 86.1 ГК РФ).
Крестьянское (фермерское) хозяйство является корпоративным юридическим лицом (ст. 65.1 ГК РФ). Граждане, ведущие совместную деятельность без образования юридического лица на основе соглашения о крестьянском (фермерском) хозяйстве, вправе создать юридическое лицо — крестьянское (фермерское) хозяйство.
В соответствии с Гражданским кодексом РФ, крестьянское (фермерское) хозяйство, создаваемое в качестве юридического лица — добровольное объединение граждан на основе членства для совместной производственной или иной хозяйственной деятельности в области сельского хозяйства, основанное на их личном участии и объединении членами крестьянского (фермерского) хозяйства имущественных вкладов.
В пункте 1 статьи 19 Федерального закона № 74-ФЗ перечислены основные виды деятельности фермерского хозяйства: производство и переработка сельскохозяйственной продукции, а также транспортировка (перевозка), хранение и реализация сельскохозяйственной продукции собственного производства.
Первые крестьянские (фермерские) хозяйства в новейшей истории России появились ещё до распада СССР, в 1989 году.